# Kúntseve
Kúntseve (en (ucraïnès): Кунцевe) és un poble de la República Autònoma de Crimea a Ucraïna, que el 2014 tenia 365 habitants. Pertany al districte de Nijnegorski.